# 梁雲五
梁雲五（?—?），安徽太平人，清朝政治人物。进士出身。
嘉慶十四年，登進士。道光4年（1824年），擔任清朝遵义府婺川縣知縣。后由班凌宵接任。